# Ла-Фоллетт (Вісконсин)
Ла-Фоллетт (англ. La Follette) — місто (англ. town) в США, в окрузі Бернетт штату Вісконсин. Населення — 559 осіб (2020).

## Демографія
Згідно з переписом 2010 року, у місті мешкало 536 осіб у 241 домогосподарстві у складі 163 родин. Було 548 помешкань
Расовий склад населення:
| - 78,2 % — білих - 18,8 % — корінних американців - 0,6 % — чорних або афроамериканців - 0,4 % — азіатів |

До двох чи більше рас належало 2,1 %. Частка іспаномовних становила 1,1 % від усіх жителів.
За віковим діапазоном населення розподілялося таким чином: 20,0 % — особи молодші 18 років, 55,9 % — особи у віці 18—64 років, 24,1 % — особи у віці 65 років та старші. Медіана віку мешканця становила 50,6 року. На 100 осіб жіночої статі у місті припадало 104,6 чоловіків;  на 100 жінок у віці від 18 років та старших — 95,0 чоловіків також старших 18 років.
Середній дохід на одне домашнє господарство  становив 56 310 доларів США (медіана — 48 750), а середній дохід на одну сім'ю — 62 345 доларів (медіана — 50 500). За межею бідності перебувало 10,9 % осіб, у тому числі 16,5 % дітей у віці до 18 років та 9,2 % осіб у віці 65 років та старших.
Цивільне працевлаштоване населення становило 177 осіб. Основні галузі зайнятості: виробництво — 19,8 %, освіта, охорона здоров'я та соціальна допомога — 18,6 %, будівництво — 14,1 %, мистецтво, розваги та відпочинок — 9,6 %.